# Мнишенко Михайло Якович
Михайло Якович Мнишенко (*нар. 3 липня 1898, Білогородка — пом. 20 квітня 1967, Київ) — радянський офіцер, Герой Радянського Союзу (1944), у роки німецько-радянської війни командир 7-го гвардійського кавалерійського полку 2-ї гвардійської двічі Червонопрапорної кавалерійської дивізії 1-го Українського фронту, гвардії полковник.

## Біографія
Народився 3 липня 1898 року в селі Білогородці Києво-Святошинського району Київської області. Українець. Член КПРС з 1930 року.
У 1918 році добровольцем пішов в Червону Армію. Воював на фронтах громадянської війни і проти басмачів в Середній Азії. У 1926 році закінчив кавалерійську школу. У 1938 році закінчив курси удосконалення командного складу, працював начальником штабу кавалерійського полку.
У боях Німецько-радянської війни з жовтня 1942 року. Командував кавалерійським полком на Сталінградському і 1-му Українському фронтах. 10 листопада 1943 року гвардії підполковник М. Я. Мнишенко, очолюючи передовий загін дивізії, першим прорвався на шосе Київ—Житомир, осідлав його і наполегливо утримував до підходу головних сил дивізії, не допускаючи відступу противника на захід. У період з 12 по 19 листопада 1943 року, обороняючи південну частину міста Житомира, полк відбив до 12 атак танків і піхоти противника.
У січні 1944 року М. Я. Мнишенко отримав призначення на посаду командира дивізії, водив свої кавалерійські полки на Рівне і Львів, звільняв Польщу і Чехословаччину.
Указом Президії Верховної Ради СРСР від 25 серпня 1944 року за зразкове керівництво, управління кавалерійським полком і бездоганне виконання бойових завдань гвардії полковникові Михайлу Яковичу Мнишенко надано звання Героя Радянського Союзу з врученням ордена Леніна і медалі «Золота Зірка» (№ 2037).
Важка рана в голову, отримана в битві на лютізькому плацдармі на Дніпрі, дала себе знати. У 1946 році М. Я. Мнишенко поклали в госпіталь, видалили око.

Надгробок М. Мнишенка

Після звільнення з лав Радянської армії М. Я. Мнишенко поселився в Залізничному районі Києва. Помер 20 квітня 1967 року. Похований у Києві на Лук'янівському військовому кладовищі.
Нагороджений двома орденами Леніна, двома орденами Червоного Прапора, орденом Вітчизняної війни 1-го ступеня, медалями.